# میری رایسن
میری رایسن (انگلیسی: Meeri Räisänen؛ زادهٔ ۲ دسامبر ۱۹۸۹) بازیکن هاکی روی یخ اهل فنلاند است.